# Vertakt vliesjesmos
Vertakt vliesjesmos (Weissia squarrosa) is een soort uit het geslacht parelmos (Weissia). Het komt voor op klei en leem. Het leeft als pendelnomade.

## Kenmerken
Vertakt vliesjesmos vormt rijkelijk kapsels waarmee de sporenvoorraad wordt aangevuld voordat de plantjes door het sluiten van de vegetatie bovengronds weer verdwijnen.

## Verspreiding
Vertakt vliesjesmos is een zeldzame endemische soort van West- en Centraal-Europa van het noordelijke Middellandse zeegebied tot Zuid-Scandinavië. En van Engeland in het westen tot Roemenië in het oosten. In Duitsland zijn de meeste vondsten gedaan in Baden. In België is de soort zeldzaam in het Lotharings district en zeer zeldzaam in het Ardens en Brabants district. In Engeland komt de soort zeldzaam voor in het zuiden.
In Nederland is vertakt vliesjesmos zeer zeldzaam. Het staat op de rode lijst in de categorie 'gevoelig'. Lange tijd leek de soort verdwenen uit Nederland. Er waren vier vondsten uit het midden van de 19de eeuw bekend en één uit 1906, alle uit kleigebieden in de omgeving van Utrecht en Jutphaas. In 2007 werd de soort weer gevonden in een verse kleiput in de uiterwaard van de Maas bij Velddriel. In 2012 en 2014 volgden enkele vondsten in het Land van Maas en Waal rondom Bergharen. 